# Ernst Christoph von Manteuffel

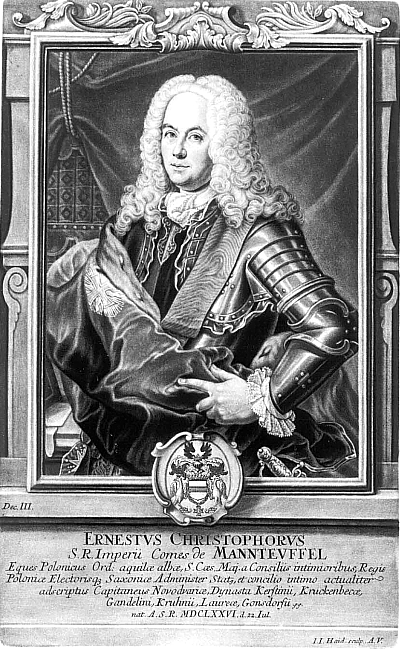
Ernst Christoph von Manteuffel

Ernst Christoph von Manteuffel, seit 1719 Graf von Manteuffel, (* 1676 in Kerstin, Pommern; † 30. Januar 1749 in Leipzig) war kursächsischer Gesandter und Kabinettsminister, habsburgischer Geheimagent, Schriftsteller und Mäzen des Aufklärers Christian Wolff und seiner Anhänger.

## Leben
Der aus einem pommerschen Adelsgeschlecht stammende Manteuffel war Inhaber des polnischen Indigenats unter dem Beinamen Kielpinski. Im März 1705 wurde von Manteuffel zum Hof- und Legationsrat ernannt und als Gesandter nach Kopenhagen geschickt. Seine Aufgabe war es, ein erneutes Bündnis Dänemarks mit Sachsen gegen Schweden im Großen Nordischen Krieg vorzubereiten, das 1709 zustande kam. Im Oktober 1707 kehrte er für zwei Jahre nach Sachsen zurück und wurde mit der Korrespondenz mit polnischen Großen betraut. 1708 erhielt er den Titel eines Wirklichen Kammerherrn. 1709 wurde Manteuffel von Kaiser Joseph I. in den Freiherrenstand erhoben. Von September 1709 bis Ende 1710 war er erneut als sächsischer Gesandter in Kopenhagen tätig. Von Ende 1711 bis 1717 übte er die Funktion eines sächsischen Gesandten in Berlin aus. 1715/16 erfolgte seine Beförderung zum Kabinettsminister und Wirklichen Geheimen Rat. Er hielt sich sowohl am polnischen Hof in Warschau als auch am sächsischen Hof in Dresden auf. Ab 1728 leitete er die sächsisch-polnische Außenpolitik und richtete sie sowohl pro-habsburgisch als auch pro-preußisch ein. Eine von Karl Heinrich Graf von Hoym angeführte Hofpartei, die eine engere Anbindung an die französische Krone und eine innerreichische Politik der stärkeren Konfrontation mit Wien befürwortete, zwang ihn 1730 zur Demission.
Manteuffel zog sich bis 1733 auf sein Stammgut Kerstin in Hinterpommern zurück und ließ dort ein Landhaus mit dem Namen Kummerfrey errichten, das später Friedrich II. als Anregung für das Potsdamer „Sanssouci“ diente.
Im weiteren Verlauf der 1730er Jahre hielt sich Manteuffel überwiegend in Berlin auf und diente dem Dresdner Hof und mindestens bis zum Tod des Prinzen Eugen von Savoyen 1736 auch dem Wiener Hof als Informant. Zugleich begann er, sich für eine Rehabilitation des 1723 aus Brandenburg-Preußen ausgewiesenen Philosophen Christian Wolff einzusetzen. Sukzessive baute Manteuffel ab 1736 ein Netzwerk von Gelehrten, Theologen, Verlegern und Journalisten auf, das zur wichtigsten Grundlage der Verbreitung der Aufklärungsphilosophie Wolffs in den späten 1730er und 1740er Jahren wurde. Im Zentrum stand die von Manteuffel begründete „Societas Alethophilorum“, der unter anderem Johann Gustav Reinbeck, Jean Henri Samuel Formey, Jean Deschamps, Ambrosius Haude, Johann Christoph Gottsched und seine Ehefrau Luise Adelgunde Victorie Gottsched angehörten. Bis zum Ende der 1740er Jahre lassen sich knapp 50 Mitglieder nachweisen. Im Jahr 1743 trat Manteuffel der Freimaurerloge Minerva zu den drei Palmen in Leipzig bei.

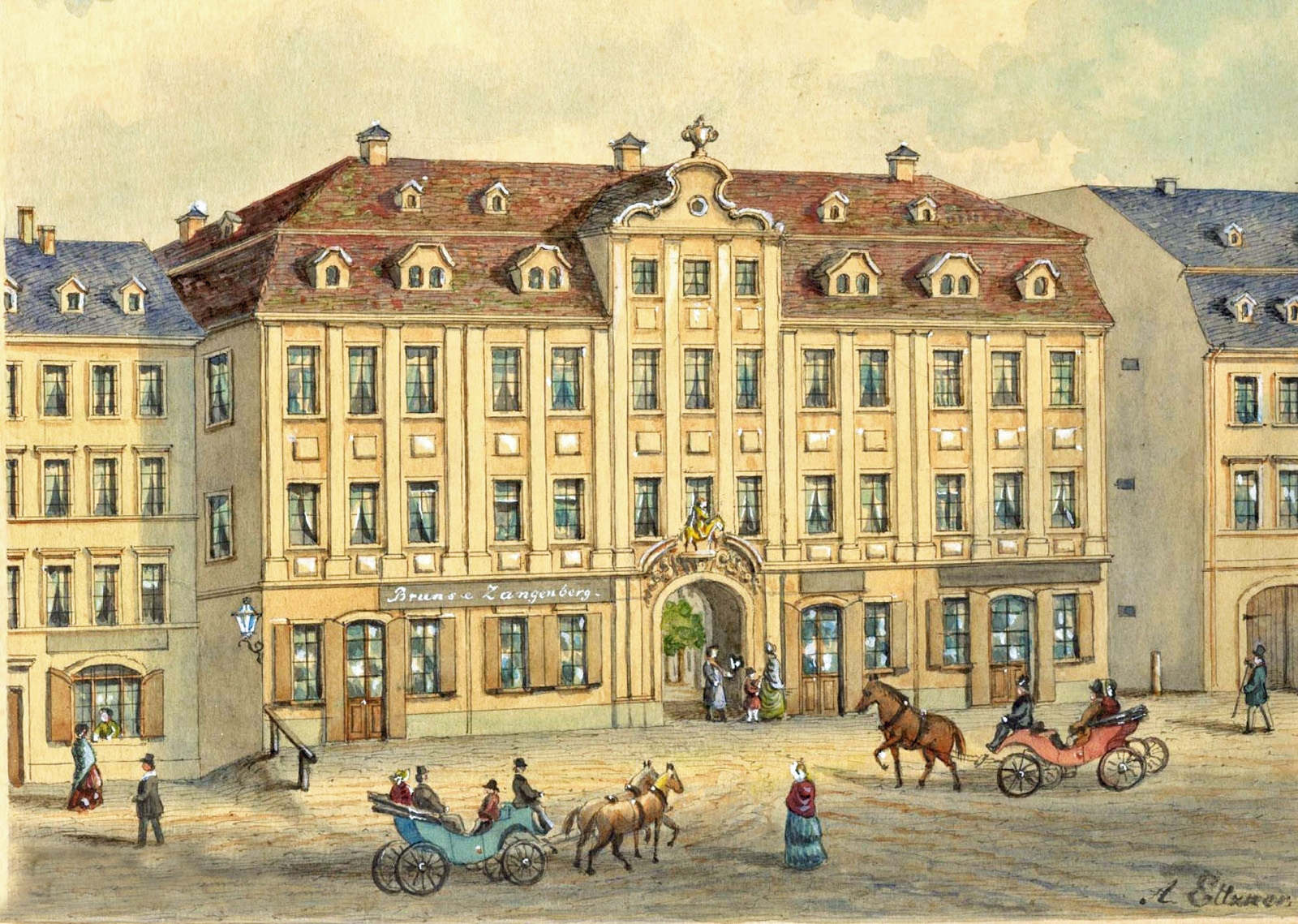
Das Palais „Zum Kurprinz“ in Leipzig

Im November 1740 ließ Friedrich II. Manteuffel aus Berlin ausweisen. Wenige Tage später begann der preußische Angriff auf das habsburgische Schlesien und damit auf das Sachsen und Polen voneinander trennende Territorium (erster Schlesischer Krieg). Manteuffel siedelte nach Leipzig um und bewohnte dort das Palais „Zum Kurprinz“ am Roßplatz. Seit 1729 gehörte ihm auch das Gut Lauer südlich von Leipzig. Sein Salon im Kurprinz und sommers im Gut Lauer wurde zum Treffpunkt der Leipziger Gelehrten. Von hier aus wurde das Netzwerk der Anhänger Wolffs in Mitteldeutschland gesteuert. Als Höhepunkt seiner Wirksamkeit kann die Debatte um die Monadenlehre Leibniz’ durch die 1746 von der Berliner Akademie ausgeschriebene Preisfrage gelten, in deren Verlauf es Manteuffel gelang, die Akademie unter ihrem Präsidenten Maupertuis zu einer Teilrevision ihrer gegen Leibniz und dessen Schüler Wolff gerichteten Preisentscheidung zu zwingen. Im selben Jahr trat Manteuffel der Deutschen Gesellschaft zu Greifswald bei.

## Familie

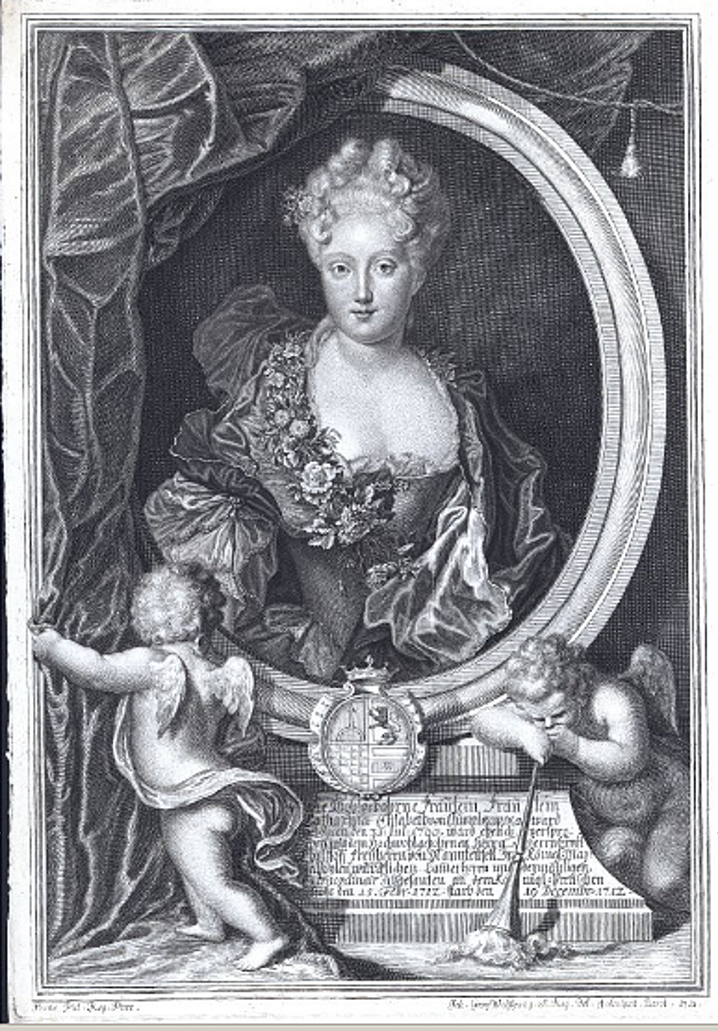
Katharina Elisabeth Freiin von Chwałkowsky

Manteuffel verlobte sich am 15. Februar 1712 mit Katharina Elisabeth Freiin von Chwałkowsky (* 31. Juli 1700; † 19. September 1712), einer Tochter von Samuel von Chwałkowo-Chwałkowsky. Sie verstarb jedoch bereits im selben Jahr an Blattern. Im Jahre 1713 verheiratete er sich in Teschen mit Gottliebe Agnese Charlotte von Bludowsky (* 31. August 1690; † 4. Mai 1756) (auch: Gottlieba Agneta Bludovska) Witwe des Sylvius Erdmann von Trach und Birkau. Das Paar hatte folgende Kinder:
- August Jakob (*/† 1719)
- Charlotte Sophie Albertine (* 4. August 1714; † 1768)
- Wilhelmine Ernestine (* 4. Juli 1715; † 1771) ⚭ 28. März 1730 Friedrich August Edler von Plotho († 1735) Kammerherr
- Friederike Marie Margarete (* 1716)
- Henriette Johanna Konstantia (* 4. Februar 1718; † 20. Oktober 1785), 1761 erste Hofdame der Fürstin von Nassau-Weilburg

⚭ Balthasar Friedrich von der Goltz (1708–1757)
⚭ 23. Oktober 1765, Den Haag Albrecht von Hammerstein
- Luise Marianne (* 4. Januar 1719; † 11. Oktober 1778) ⚭ 15. Februar 1743 Ferdinand von Münchhausen (1719–1780) Kaiserlicher Reichspostmeister

Das Paar adoptierte 1741 Christoph Friedrich von Mihlendorff (1727–1803), um so das Erbe der Familie zu sichern. Dessen Nachfahren trugen dann auch den Namen Mihlendorff Freiherren von Manteuffel durch etwa 3 Generationen, bis dieser schließlich durch den alleinigen Namen Freiherren von Manteuffel verdrängt wurde. Nicht auszuschließen ist der Umstand, dass sich hinter dem Adoptivsohn ein leiblicher Sohn des Grafen aus einer Liaison mit Friederike Charlotte von Moggen verbirgt.

## Wappen

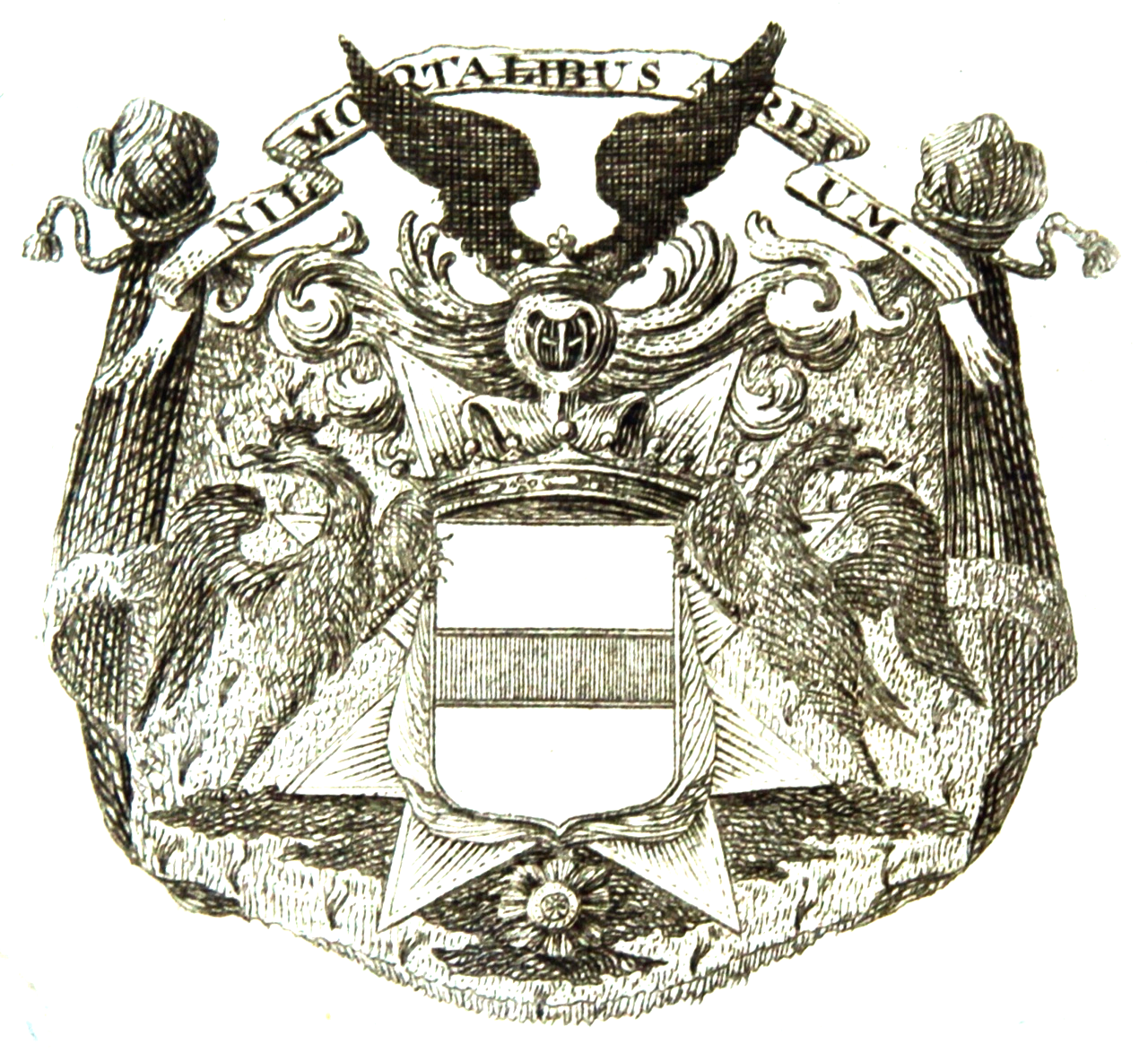
Wappendarstellung des Grafen Ernst Christoph (Exlibris des 18. Jh.)

Manteuffel wurde 1719 in den Reichsgrafenstand erhoben. Ihm wurde nachfolgendes Wappen verliehen:
Im silbernen Feld ein roter Balken. Auf gekröntem Helm, welcher auf einer den Schild bedeckenenden neunperligen Krone steht, zwei schwarze Adlerflügel. Helmdecken rot und silber. Schildhalter zwei rückwärts gerichtete, gold gekrönte weiße Adler mit rot ausgeschlagener Zunge.

## Trivia
In einem historischen Roman von Luise Mühlbach wird Manteuffel als Diplomat ein ganzes Kapitel gewidmet. Dort beschreibt sie ein Treffen zwischen Sophie Caroline Gräfin von Camas, geb. von Brandt, eine Vertraute Friedrich II., und Manteuffel am Rheinsberger Hof. Beide sprechen über Friedrich II. und Manteuffels Tätigkeiten für den österreichischen Hof, in dem Manteuffel kein Hehl aus seinen politischen Überzeugungen gegen Preußen und für Österreich machte und die Ehe zwischen dem Kronprinzen und Elisabeth Christine von Braunschweig-Wolfenbüttel-Bevern, Nichte der österreichischen Kaiserin, protegiert. Tatsächlich war Manteuffel niemals auf Rheinsberg geladen.
Im historischen Roman Der Meister von Sanssouci kokettiert Manteuffel ganz offen mit Plagiatsvorwürfen gegenüber Friedrich II., der Rheinsberg als sein Sanssouci bezeichnet. Manteuffel habe ihm erst kurz zuvor von seinem Landhaus „Sanssouci“ erzählt.